# قائمة سكك الحديد في السعودية
تحتوي هذه المقالة على قائمة سكك الحديد الموجودة حالياً في المملكة العربية السعودية ويبلغ طول مجموعها 4618 كيلومتر .

## الخطوط الحالية

### قطار الرياض - الدمام
بطول 1418 كيلومتر لنقل الركاب والبضائع، و يشمل قطار الرياض - المنطقة الشرقية ما يلي:
1. خط نقل الركاب: ويبلغ طوله 449 كيلومتراً، ويربط الرياض بالدمام مروراً بالأحساء وبقيق.
2. خط شحن البضائع: ويبلغ طوله 569 كيلومتراً، ويبدأ من ميناء الملك عبد العزيز بالدمام لينتهي في الرياض، مروراً بالأحساء وبقيق والخرج وحرض والتوضيحية.
3. الخطوط الفرعية: ويبلغ مجموع أطوالها 400 كيلومتراً، وهي تربط بعض مواقع الإنتاج الصناعي والزراعي وبعض المواقع العسكرية بموانئ التصدير وبعض المناطق السكنية.[1]

### قطار سار
يبلغ طول قطار سار 2750 كيلومتر ومخصص لنقل الركاب والمعادن، وهو عبارة عن 6 محطات للركاب في مشروع قطار الشمال موزعة على طول المسار وهي مطار الملك خالد والمجمعة والقصيم وحائل والجوف والحديثة ، وبدء بتشغيل الجزء الصناعي من المشروع في الربع الأخير من عام 2010، ويهدف لنقل المعادن من منجم حزم الجلاميد ومنجم الزبيرة إلى معامل التكرير في رأس الزور شمال مدينة الجبيل، ويحتوى على 9 محطات لخدمات الشحن موزعة على طول المسار وهي الرياض وسدير والقصيم وحائل والجوف والبسيطاء و رأس الزور والجبيل والحديثة، ونقل خامات الفوسفات والبوكسايت من شمال ووسط المملكة إلى منشآت المعالجة والتعدين برأس الخير على الخليج العربي .

### قطار الحرمين السريع
يبلغ طول قطار الحرمين السريع 450 كيلومتر لنقل الركاب، ويربط كلاً من جدة ومكة المكرمة بخط مزدوج بطول 78 كيلو متراً وهو يختصر المسافة بين المدينتين إلى أقل من نصف ساعة، في حين يبلغ طول الخط الذي يربط بين جدة والمدينة المنورة 410 كيلو مترا ويختصر المسافة إلى نحو ساعتين ونصف الساعة وسيكون له دور حيوي في عمليات نقل الحجاج والمعتمرين في المشاعر المقدسة وخاصة في مجال التخفيف من الاختناقات المرورية. و له محطة للركاب في وسط جدة وأخرى في مطار جدة، إلى جانب محطة في المدينة المنورة ومحطتين في مكة المكرمة وتشتمل المراحل التالية إنشاء محطة في مدينة الملك عبد الله الاقتصادية. يتميز بسرعة عالية تتجاوز 300 كيلومتر في الساعة.

## الخطوط المستقبلية
- مشروع الجسر البري ما بين الرياض وجدة
- قطار جسر الملك حمد ما بين  البحرين و  السعودية.
- سكة حديد ما بين  الإمارات العربية المتحدة و  السعودية.
- قطار مونوريل في مركز الملك عبد الله المالي.

## مقالات ذات صلة
- سكة الحديد الخليجية
- قائمة مترو السعودية

## روابط خارجية
1. ↑  "Saudi Railways Organization". مؤرشف من الأصل في 2015-09-24.
2. ↑  أمر ملكي بتنفيذ قطار الحرمين السريع وتمويله من الصناديق السعوديةصحيفة الاقتصادية الإلكترونية، تايخ الولوج 02/08/2009 [وصلة مكسورة] نسخة محفوظة 08 أبريل 2016 على موقع واي باك مشين.
3. ↑  −assaf-2.html السعودية تباشر مشروع «قطار الحرمين السريع» تاريخ الولوج 02/08/2009 nufooz. com نسخة محفوظة 17 ديسمبر 2019 على موقع واي باك مشين.